# Michail Petrowitsch Dolgorukow

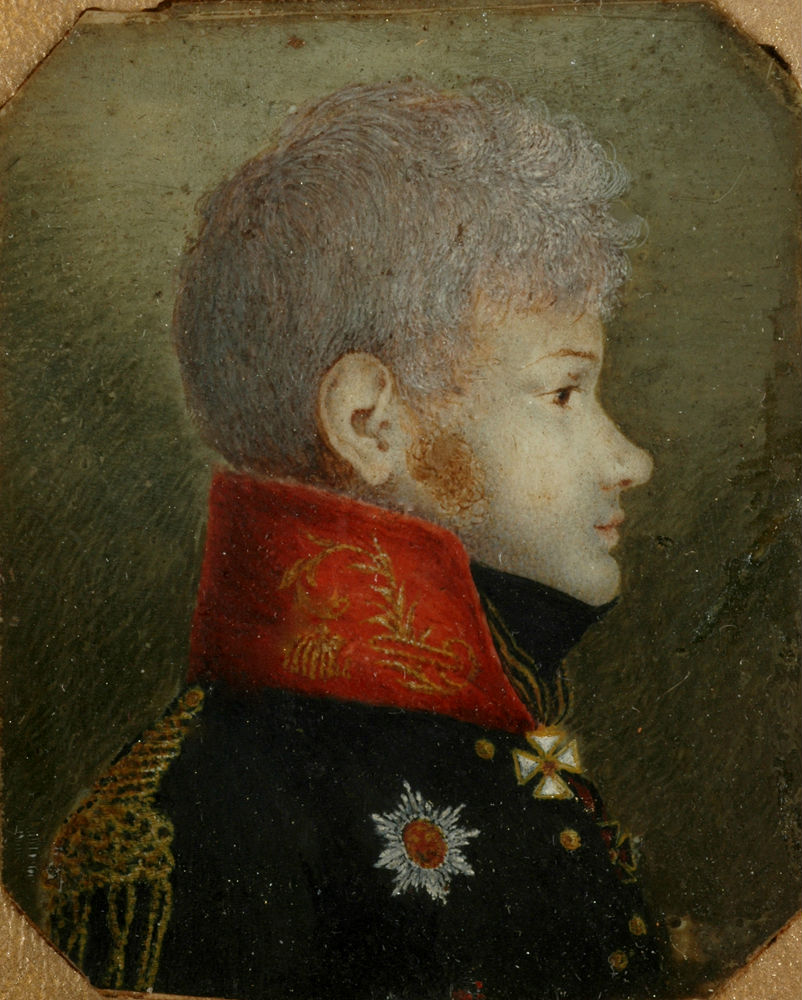
Michail Petrowitsch Dolgorukow

Fürst Michail Petrowitsch Dolgorukow (russisch Князь Михаил Петрович Долгоруков; wissenschaftliche Transliteration Knjaz' Michail Petrovič Dolgorukov, * 18. November 1780; † 15. Oktober 1808 bei Iisalmi) war ein russischer Generalmajor und Flügeladjutant Zar Alexanders I.

## Leben

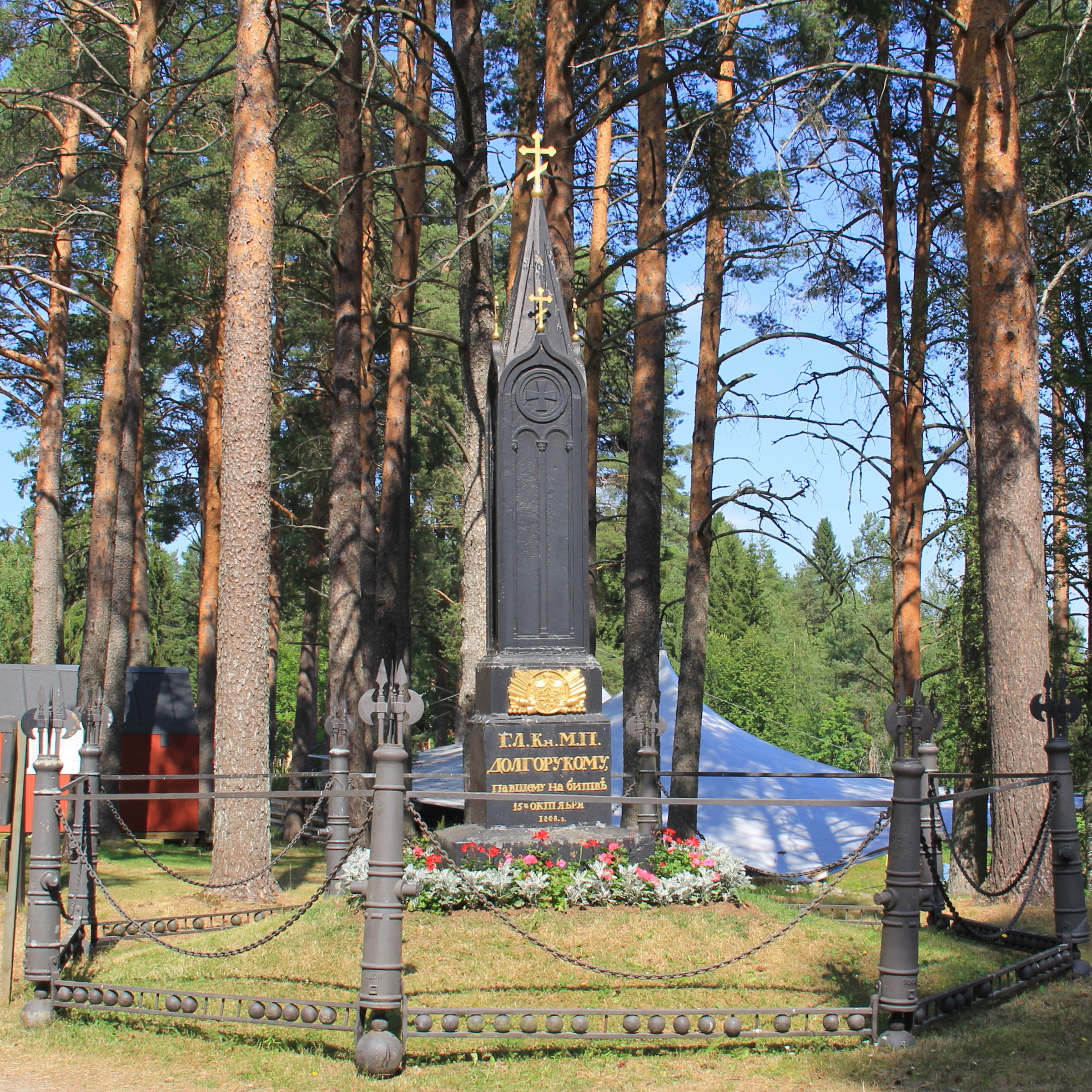
1808 errichteter Gedenkstein

Er war Angehöriger des alten russischen Fürstengeschlechts Dolgorukow, einer Seitenlinie der Rurikiden. Der Gründer, Fürst Iwan Andrejewitsch Obolenski, erhielt wegen seiner Rachsucht im 15. Jahrhundert den Spitznamen Dolgoruki (= der mit dem langen Arm). Michail Petrowitsch Dolgorukow war der Sohn des russischen Generals Fürst Pjotr Petrowitsch Dolgorukow (1744–1815) aus seiner Ehe mit Anastasia Simonowna Lapteva (1755–1827). Sein Bruder war der General und Diplomat Fürst Pjotr Petrowitsch Dolgorukow (1777–1806).
Michael Petrowitsch diente seit 1795 im russischen Militär. Nach der Enthronung von Paul I. wurde er am 25. April zum Adjutanten des neuen Kaisers Alexander I. und 23. Mai zum Oberst ernannt, danach zu Auslandsreisen entlassen, um seine Ausbildung zu vervollständigen. Er wurde im Dritten Koalitionskrieg während der Schlacht bei Austerlitz schwer verwundet und erhielt darauf das Goldene Schwertes für Tapferkeit verliehen. Am 7./8. Februar 1807 nahm er an der Schlacht bei Preußisch Eylau teil und wurde mit dem Orden des Heiligen Georg 3. Klasse ausgezeichnet.
Am 9. Apriljul. / 21. April 1807greg. zum Generalmajor ernannt, nahm er als Kommandeur des kurländischen Dragonerregimentes im Feldzug von 1807 an fast allen Gefechten mit den Franzosen teil. Im folgenden Russisch-Schwedischen Krieg erhielt er im Frühjahr in Finnland die Führung der Serdobolsker-Division, die dem Korps des Generals N. A. Tutschkow zugeführt wurde. Michail Petrowitsch Dolgorukow fiel am 15. Oktober 1808 in der Schlacht von Idensalmi (auch Koljonvirta, am 15./27. Oktober 1808) und fand seine letzte Ruhestätte in der Mariä-Verkündigungs-Kirche des Alexander-Newski-Klosters.

## Ehrungen
1848 wurde für Michail Petrowitsch Dolgorukow bei Iisalmi ein Gedenkstein enthüllt.

## Auszeichnungen
- Orden der Heiligen Anna, I. Klasse
- Orden des Heiligen Georg, III. und IV. Klasse
- Orden des Heiligen Wladimir, III. Klasse
- Roter Adlerorden, I. Klasse